# 奥列格·马特韦切夫
奥列格·阿纳托利耶维奇·马特韦切夫（羅馬化：Oleg Anatol'yevich Matveychev；1970年2月1日—）是俄罗斯政治家、政治顾问和克里姆林宫的舆论顾问。他曾是俄罗斯联邦政府财政金融大学的教授，出版了多本有关政治和公共关系的书籍。他是最受欢迎的俄罗斯博主之一。

## 生平
1993年，马特维韦夫毕业于乌拉尔国立大学哲学系。随后，他完成了政治法哲学博士学位，论文题目为《黑格尔政治哲学与现代性哲学》。从1996年起，他成为俄罗斯地区选举的积极政治顾问，并参加了60多次竞选活动。2007年至2020年担任国立研究型大学高等经济学院教授。